# John M. Allegro
John Marco Allegro (Balham, 17 februari 1923 – Sandbach, 17 februari 1988) was een Engelse archeoloog en deed onderzoek naar de Dode Zee-rollen. Hij heeft meegewerkt aan de publicatie van de meest bekende en controversiële rollen: de pesjariem. Enkele boeken van Allegro, waaronder De Heilige Paddestoel en het Kruis (Nederlandse vertaling van The Sacred Mushroom and the Cross, gepubliceerd in 1971), maakten hem beroemd, maar de beruchtheid van deze werken zorgden uiteindelijk voor het einde van zijn carrière.

## Publicaties
Allegro schreef de volgende boeken:
- The Dead Sea Scrolls, 1956
- The People of the Dead Sea Scrolls, 1958
- The Treasure of the Copper Scroll, 1960
- Search in the Desert, 1964
- The Shapira Affair, 1965
- Discoveries in the Judaean Desert of Jordan, 1968
- The Sacred Mushroom and the Cross, 1970
- The End of a Road, 1970
- The Chosen People, 1971
- Lost Gods, 1977
- The Dead Sea Scrolls and the Christian Myth, 1979
- All Manner of Men, 1982
- Physician, Heal Thyself, 1985

- Bibsys: 90162381
- Biblioteca Nacional de España: XX1192777
- Bibliothèque nationale de France: cb128470637 (data)
- CiNii: DA0618275X
- Gemeinsame Normdatei: 130375144
- International Standard Name Identifier: 0000 0001 1856 6908
- Library of Congress Control Number: n50034520
- Nationale Bibliotheek van Letland: 000006764
- Bibliotheek van het Japanse parlement: 00519511
- Nationale Bibliotheek van Tsjechië: mzk2007386193
- Nationale bibliotheek van Australië: 36246338
- Nationale Bibliotheek van Israël: 987007257666705171
- Nederlandse Thesaurus van Auteursnamen: 068700040
- Réseau des bibliothèques de Suisse occidentale: 02-A002919395
- Istituto Centrale per il Catalogo Unico: SBLV276811
- SNAC: w6n30n4d
- Système universitaire de documentation: 070738270
- Trove: 1236066
- Virtual International Authority File: 112279770
- WorldCat: E39PBJtH4Pmp6Ppp64GCmXhCQq